# タバレ・ビウデス
タバレ・ウルグアイ・ビウデス・モラ（Tabaré Uruguay Viudez Mora, 1989年9月8日 - ）は、ウルグアイ・モンテビデオ出身のサッカー選手。オリンピア・アスンシオン所属。ポジションはミッドフィールダー。

## 経歴
2007-08シーズンに自国のウルグアイリーグのデフェンソール・スポルティングでキャリアをスタートさせるが、そのわずか8ヵ月後にイタリアのセリエA・ACミランへ移籍をすることになる。ACミラン副会長のアドリアーノ・ガッリアーニが自身への誕生日プレゼントとして同国出身のマティアス・カルダシオと共に獲得した。2009年8月29日に双方合意のもと契約解除し、デフェンソール・スポルティングに復帰した。

## 代表歴
U-20ウルグアイ代表のメンバーの中で最年少の年齢で2007 FIFA U-20ワールドカップに出場した。2009年1月、南米ユース選手権に出場。U-20チリ代表戦では1点目を決め勝利に貢献した。2009 FIFA U-20ワールドカップにも出場し1ゴールを決めた。